# Racine carrée d'un entier naturel
En mathématiques, la racine carrée d'un entier naturel {\displaystyle N} est le nombre réel positif ou nul qui, multiplié par lui-même, donne cet entier. Elle se note {\displaystyle {\sqrt {N}}} ou {\displaystyle N^{1/2}}. La racine carrée d'un entier positif est positive, la racine carrée de zéro est nulle.
La racine carrée de {\displaystyle N} est un nombre algébrique, entier ou bien irrationnel.

## Construction géométrique

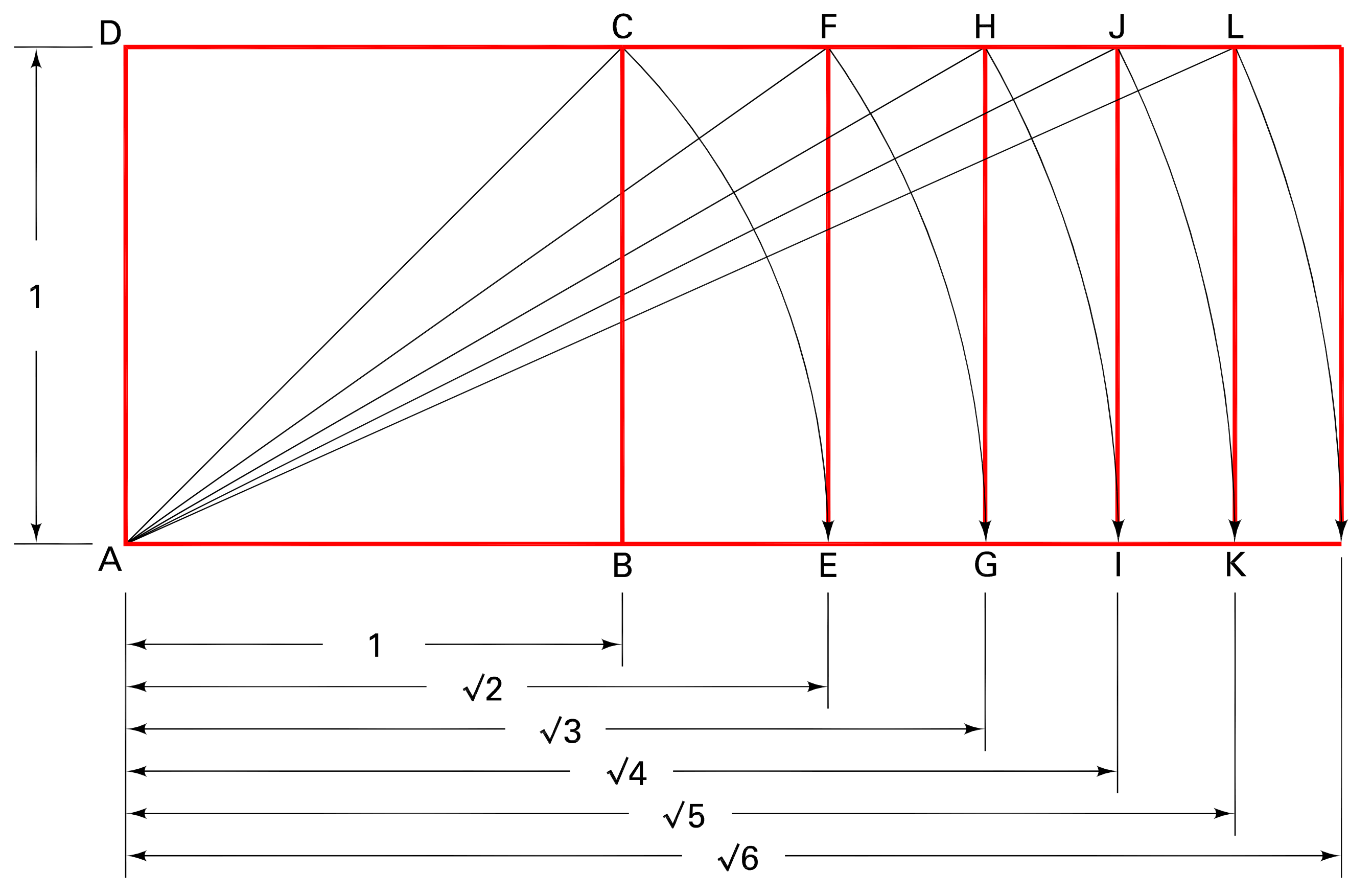
Ces rectangles illustrent une construction à la règle et au compas de pour allant de 2 à 7.

En géométrie plane, {\displaystyle {\sqrt {N}}} peut par exemple être construit à la règle et au compas via la suite de rectangles illustrée ci-contre,,, ou via la spirale de Théodore.

## Irrationalité
Si un entier {\displaystyle N} est carré d'un nombre rationnel, alors {\displaystyle {\sqrt {N}}} est un entier. On peut le déduire de la proposition 8 du livre VIII des Éléments d'Euclide. Des preuves usuelles font appel au lemme d'Euclide, au lemme de Gauss ou même au théorème fondamental de l'arithmétique. Mais d'autres, plus astucieuses, n'utilisent que des connaissances arithmétiques minimales, comme celle de Richard Dedekind ou la suivante, essentiellement due à Theodor Estermann, :
Soit {\displaystyle N} un entier naturel dont la racine carrée est un rationnel, que l'on écrit sous la forme {\displaystyle {\frac {a}{b}}} avec {\displaystyle b} le plus petit possible (c'est-à-dire que {\displaystyle b} est le plus petit entier strictement positif  dont le produit par {\displaystyle {\sqrt {N}}} est entier), et soit {\displaystyle n} la partie entière de {\displaystyle {\sqrt {N}}}. Alors, l'entier {\displaystyle r:=a-nb} vérifie : {\displaystyle 0\leqslant r<b} et {\displaystyle r{\sqrt {N}}} est entier. Par minimalité de {\displaystyle b}, {\displaystyle r=0}  donc {\displaystyle {\sqrt {N}}=n}.
Une démonstration plus classique, mais qui se généralise aux racines n-ièmes d'un entier naturel, et même aux entiers algébriques, repose sur le lemme d'Euclide :
Supposons que {\textstyle {\sqrt {N}}} est rationnel, c'est-à-dire qu'il existe a et b tels que {\textstyle a^{2}=Nb^{2}}. Quitte à diviser par leur pgcd, a et b peuvent être supposés premiers entre eux. Un diviseur premier de {\textstyle b} diviserait {\textstyle a^{2}} donc diviserait {\textstyle a} d'après le lemme d'Euclide, donc {\textstyle b=1} (tout nombre supérieur à 2 possède un diviseur premier) et N est un carré parfait.

## Développement dans une base
Si {\displaystyle N} n'est pas un carré parfait, {\displaystyle {\sqrt {N}}} est irrationnel et son développement en base {\displaystyle b\geqslant 2} est non périodique. Émile Borel a conjecturé en 1909, puis en 1950 que ce développement est normal, comme pour tout irrationnel algébrique, à savoir que tout bloc de chiffres consécutifs (par exemple 010) apparaît avec la même fréquence limite que n'importe lequel des blocs de même longueur. À ce jour, on ne sait en fait même pas démontrer qu'un chiffre donné apparaît une infinité de fois dans le développement.

## Développements en fraction continue

### Fraction continue simple
Comme pour tout irrationnel quadratique (solution d'une équation de degré 2 à coefficients entiers), le développement en fraction continue simple de {\displaystyle {\sqrt {N}}}, avec {\displaystyle N} non carré, est périodique. Et plus précisément, d'après le théorème de Legendre, ce développement a la forme : {\displaystyle {\sqrt {N}}=[a_{0},{\overline {a_{1},a_{2},a_{3}\cdots ,a_{p}}}]=[a_{0},{\overline {a_{1},a_{2},a_{3}\cdots ,a_{3},a_{2},a_{1},2a_{0}}}]} : la période, de longueur {\displaystyle p}, forme un palindrome de longueur {\displaystyle p-1} suivi du double de la partie entière,. Voici des exemples :
| {\displaystyle N}                            | 2                                               | 3                                                 | 5                                               | 6                                                 | 7                                                     | 8                                                 | 10                                               |
| -------------------------------------------- | ----------------------------------------------- | ------------------------------------------------- | ----------------------------------------------- | ------------------------------------------------- | ----------------------------------------------------- | ------------------------------------------------- | ------------------------------------------------ |
| Développement de {\displaystyle {\sqrt {N}}} | {\displaystyle {\sqrt {2}}=[1,{\overline {2}}]} | {\displaystyle {\sqrt {3}}=[1,{\overline {1,2}}]} | {\displaystyle {\sqrt {5}}=[2,{\overline {4}}]} | {\displaystyle {\sqrt {6}}=[2,{\overline {2,4}}]} | {\displaystyle {\sqrt {7}}=[2,{\overline {1,1,1,4}}]} | {\displaystyle {\sqrt {8}}=[2,{\overline {1,4}}]} | {\displaystyle {\sqrt {10}}=[3,{\overline {6}}]} |
| Page wikipedia                               | Racine de 2                                     | Racine de 3                                       | Racine de 5                                     | Racine de 6                                       | Racine de 7                                           |                                                   |                                                  |
| Suite des numérateurs réduits des réduites   | A001333                                         | A002531                                           | A001077                                         | A041006                                           | A041008                                               | A041010                                           | A005667                                          |
| Suite des dénominateurs                      | A000129                                         | A002530                                           | A001076                                         | A041007                                           | A041009                                               | A041011                                           | A005668                                          |

| {\displaystyle N}                            | 11                                                 | 12                                                 | 13                                                       | 19                                                         | 29                                                        |
| -------------------------------------------- | -------------------------------------------------- | -------------------------------------------------- | -------------------------------------------------------- | ---------------------------------------------------------- | --------------------------------------------------------- |
| Développement de {\displaystyle {\sqrt {N}}} | {\displaystyle {\sqrt {11}}=[3,{\overline {3,6}}]} | {\displaystyle {\sqrt {12}}=[3,{\overline {2,6}}]} | {\displaystyle {\sqrt {13}}=[3,{\overline {1,1,1,1,6}}]} | {\displaystyle {\sqrt {19}}=[4,{\overline {2,1,3,1,2,8}}]} | {\displaystyle {\sqrt {29}}=[5,{\overline {2,1,1,2,10}}]} |
| Suite des numérateurs réduits des réduites   | A041014                                            | A041016                                            | A041018                                                  | A041028                                                    | A041046                                                   |
| Suite des dénominateurs                      | A041015                                            | A041017                                            | A041019                                                  | A041029                                                    | A041047                                                   |

La liste des développements en fraction continue des racines carrées des nombres de 2 à 165 est donnée dans (Guinot 1996, p. 101). La liste des longueurs des périodes de ces développements est la suite A003285 de l'OEIS.
La suite des réduites, définie par {\displaystyle u_{n}=[a_{0},a_{1},\cdots ,a_{n}]} est une suite récurrente homographique définie par {\displaystyle u_{k}=[a_{0},\cdots ,a_{k}]} pour {\displaystyle 0\leqslant k\leqslant p-1} et {\displaystyle u_{n+p}=[a_{0},a_{1},a_{2},\cdots a_{p-1},a_{0}+u_{n}]}.
Écrivant la réduite {\displaystyle u_{n}} de {\displaystyle {\sqrt {N}}} sous forme irréductible {\displaystyle {\frac {h_{n}}{k_{n}}}}, les entiers  {\displaystyle h_{pn-1}{\text{ et }}k_{pn-1}} sont définis par {\displaystyle h_{pn-1}+k_{pn-1}{\sqrt {N}}=(h_{p-1}+k_{p-1}{\sqrt {N}})^{n}}. De plus, si {\displaystyle p} est impair, {\displaystyle h_{pn-1}^{2}-Nk_{pn-1}^{2}=(-1)^{n}} et si {\displaystyle p} est pair, {\displaystyle h_{pn-1}^{2}-Nk_{pn-1}^{2}=1}, voir l'article sur l'équation de Pell-Fermat.
Cas particuliers :
- la période est de longueur 1 pour {\displaystyle N=a^{2}+1} :  {\displaystyle {\sqrt {a^{2}+1}}=[a,{\overline {2a}}]} ; les réduites sont définies par {\displaystyle u_{0}=a,u_{n+1}=a+{\frac {1}{a+u_{n}}}={\frac {au_{n}+a^{2}+1}{u_{n}+a}}} et {\displaystyle h_{n}+k_{n}{\sqrt {N}}=(a+{\sqrt {N}})^{n+1}} ;
- la période est de longueur 2 pour {\displaystyle N=a^{2}+{\frac {2a}{b}}}, {\displaystyle b} diviseur strict de {\displaystyle 2a} : {\displaystyle {\sqrt {a^{2}+{\frac {2a}{b}}}}=[a,{\overline {b,2a}}]}.

Les entiers {\displaystyle N} tels que la période du développement de {\displaystyle {\sqrt {N}}} est de longueur 1 ou 2 sont : 2, 3, 5, 6, 8, 10, 11, 12, 15, 17, 18, 20,..., cf. la suite A320773 de l'OEIS.

### Fraction continue généralisée
La méthode de Bombelli utilisant pour {\displaystyle a>0} la relation {\displaystyle {\sqrt {N}}=a+{\frac {N-a^{2}}{a+{\sqrt {N}}}}} permet d'obtenir le développement en fraction continue généralisée suivant :{\displaystyle {\sqrt {N}}=\ a+{\frac {N-a^{2}}{2a+{\frac {N-a^{2}}{2a+{\frac {N-a^{2}}{2a+\ddots }}}}}}=a+{\frac {N-a^{2}\mid }{\mid 2a}}+{\frac {N-a^{2}\mid }{\mid 2a}}+\cdots }.
Les réduites forment la suite {\displaystyle (v_{n})} définie par {\displaystyle v_{0}=a,v_{n+1}=a+{\frac {N-a^{2}}{a+v_{n}}}={\frac {N+av_{n}}{a+v_{n}}}}.
Si {\displaystyle N=a^{2}+1} , ce développement donne le développement en fraction continue simple : {\displaystyle {\sqrt {a^{2}+1}}=\ a+{\frac {1}{2a+{\frac {1}{2a+\ddots }}}}=[a,{\overline {2a}}]}.

### Méthode de Héron
Par la méthode de Héron, √N est la limite de la suite définie par x0 = a > 0 et  xn+1 = 1/2(xn + N/xn) qui a une vitesse de convergence quadratique (le nombre de chiffres exacts est à peu près doublé à chaque itération).

#### Propriétés
- La suite {\displaystyle (x_{n})} est une sous-suite de la suite {\displaystyle (v_{n})} des réduites du développement de Bombelli ci-dessus initialisée au même réel {\displaystyle a}. Précisément : {\displaystyle x_{n}=v_{2^{n}-1}}[17].

- La suite {\displaystyle (x_{n})} initialisée à {\displaystyle x_{0}=u_{p-1}=[a_{0},a_{1},\cdots ,a_{p-1}]} est une sous-suite de la suite {\displaystyle (u_{n})} des réduites du développement en fraction continue simple. Précisément, {\displaystyle x_{n}=u_{(p\cdot 2^{n}-1)}}[16].

### Méthode de Halley
La méthode de Halley fournit une suite qui croit encore plus rapidement vers √N (convergence cubique), définie par : {\displaystyle \ y_{0}=a,\ y_{n+1}={\frac {y_{n}(y_{n}^{2}+3N)}{3y_{n}^{2}+N}}}.
La suite {\displaystyle (y_{n})} est une sous-suite de la suite {\displaystyle (v_{n})} des réduites du développement de Bombelli ci-dessus initialisée au même réel {\displaystyle a}. Plus précisément : {\displaystyle \ y_{n}=v_{(3^{n}-1)}} .
La démonstration est similaire à celle de la propriété concernant la suite de Héron avec cette fois la fonction {\displaystyle h} définie par {\displaystyle h(x)={\frac {x(x^{2}+3N)}{3x^{2}+N}}} qui vérifie {\displaystyle f^{3}\circ h=h\circ f}.